# Hector Munro Macdonald
Hector Munro Macdonald FRS (Edimburgo, 19 de janeiro de 1865 — Edimburgo, 16 de maio de 1935) foi um matemático escocês.